# 北京大興国際空港
北京大興国際空港（ペキンだいこうこくさいくうこう 中国語: 北京大兴国际机场, 英語: Beijing Daxing International Airport）は、中華人民共和国北京市大興区と河北省廊坊市広陽区にある国際空港である。

## 概要

### 建設
北京市では、1910年開港で軍民共用の北京南苑空港と1958年開港の北京首都国際空港の2空港が運用されていたが、主力の首都国際空港は2014年に約8,613万人が利用してアトランタ空港（同約9,618万人）に次ぐ世界2位となるなど空港の処理能力が限界に達していたため、中国政府は北京市郊外に大型空港を追加整備して主に国際線の利用を分散させることで首都国際空港の飽和状態の解消を図った。また、2022年冬季オリンピックに向けた輸送力強化の狙いもあった。
北京首都第二空港（仮称）として、北京市中心部の天安門から南方46kmに位置する4,700haの敷地に建設された。建築家ザハ・ハディッド設計によるヒトデ形の空港ターミナルビルは、単体では世界最大であり（103万m2）、4本の滑走路を有し、当面は7,200万人程度の利用者数を想定しているが、最終完成時には滑走路は6本になって1億2000万人超の処理能力を備えるとされる。5G、AI、ロボットなどの最先端技術で空港はスマート化された。総事業費は140億ドルを見込む。
旅客ターミナルには、搭乗ゲートが76ヶ所（国内線57、国際線19）設置され、2025年までに年間7,500万人の利用を見込んでいる。

### 開港
2019年9月25日に開港式典が行われ、習近平総書記（国家主席）が出席した。当空港の完成と同時に中国最古の空港であった北京南苑空港の旅客利用は停止された。
9月26日に供用開始した時点で移転したのは、中国聯合航空のみであり、一部の商店は未開業の状態であった。冬スケジュールが始まった10月27日以降、国際線（香港、マカオ、台湾方面含む）の運航が開始され、本格的な運用に入った。開港翌年の2020年、新型コロナウイルス感染症の影響を受け、大幅な減便、運休があり、首都空港からの移転作業も遅れた。
北京首都空港と北京大興国際空港との2空港体制で急増する航空需要に対応し、シンガポール・チャンギ国際空港や仁川国際空港や成田国際空港との、アジアにおけるハブ空港競争に臨む。
中国東方航空はグループも、加盟しているスカイチームのハブ空港として位置づけるが、上海虹橋国際空港路線の一部は、 	シャトル便（京滬空中快線）として首都空港からの運航を続ける。
中国南方航空グループは、2020年10月25日すべての路線を首都空港から移転を完了させた。
中国国際航空グループは10%の発着枠を獲得し、双方の空港から就航させる。海南航空グループは首都空港を引き続き利用する方針であったが、首都航空は大興空港に変更した。

## 航空会社と就航地
開港直後の2020年以降、新型コロナウイルス感染症の影響により、多くの定期便が運休、減便、経路変更となっている。
| 航空会社                     | 就航地 | 備考 |
| ---------------------------- | --- | ---- |
| 中国南方航空                 | 国内線 : 長春、常徳、長沙、成都双流、成都天府、重慶、大連、大慶、鄂州、福州、贛州、広州、桂林、貴陽、海口、杭州、ハルビン、恵州、掲陽、カシュガル、コルラ、昆明、蘭州、南充、南寧、寧波、三亜、上海虹橋、上海浦東、韶関、瀋陽、深圳、ウルムチ、温州、武漢、廈門、西安、西寧、宜春、銀川、義烏、珠海、遵義新舟 国際線 : 香港、東京/羽田、東京/成田(2025年7月1日より運航開始予定)、大阪/関西、アムステルダム、モスクワ/シェレメーチエヴォ、ソウル/金浦、ソウル/仁川、イスタンブール、ロンドン/ヒースロー、タシュケント |      |
| 中国東方航空                 | 国内線 : 常州、成都双流、成都天府、重慶、大理、敦煌、恩施、広州、海口、ハルビン、合肥、シーサンパンナ、済寧、コルラ、昆明、蘭州、麗江、洛陽、瀘州、南昌、南京、寧波、青島、三亜、上海虹橋、上海浦東、深圳、太原、ウルムチ、温州、武漢、無錫、西安、廈門、西寧、煙台、銀川、昭通、珠海 国際線 : 香港、マカオ、ソウル/仁川、東京/羽田、大阪/関西、神戸(2025年9月28日より運航開始予定)、シンガポール、モスクワ/シェレメーチエヴォ、パリ、マスカット(2025年11月30日より運航開始予定)                                     |      |
| 中国聯合航空                 | 安康、安順、阿爾山、白城、長白山、バヤンノール、畢節、松原、長沙、成都、郴州、池州、重慶、東営、エレンホト、仏山、福州、広州、ハイラル、杭州、漢中、ハルビン、ホーリンゴル、懐化、恵州、荊州、連雲港、竜岩、呂梁、満洲里、梅州、南陽、寧波、オルドス、チチハル、泉州、上海虹橋、上海浦東、深圳、銅仁、トルファン、ウランホト、ウルムチ、威海、温州、蕪湖、梧州、廈門、襄陽、シリンホト、興義、延吉、煙台、宜昌、伊春、義烏、永州、岳陽、楡林、張掖、舟山、珠海                                                       |      |
| 中国国際航空                 | 巴中、長春、重慶、大連、丹東、大慶、張家界、広州、桂林、貴陽、ハイラル、杭州、ハルビン、合肥、台州、井岡山、ジャムス、掲陽、景徳鎮、昆明、蘭州、綿陽、南昌、南京、南寧、南通、寧波、チチハル、衢州、上海浦東、上饒、瀋陽、深圳、十堰、通遼、温州、烏海、武漢、西安、廈門、シリンホト、塩城、揚州、延吉、宜賓、銀川、珠海 |      |
| 首都航空                     | 国内線 : 長春、成都天府、重慶、広州、貴陽、海口、ハイラル、杭州、シーサンパンナ、鶏西、昆明、麗江、三亜、ウルムチ、西寧 国際線 : バンコク/スワンナプーム、マレ |      |
| 河北航空                     | 長沙、成都天府、重慶、桂林、貴陽、ハイラル、杭州、金昌、蘭州、隴南、南通、慶陽、西安、銀川、ジャラントン、珠海、遵義新舟 |      |
| 廈門航空                     | 国内線 : 長沙、成都天府、重慶、福州、広州、ハイラル、杭州、瀘州、泉州、三明、三亜、上海浦東、深圳、ウルムチ、廈門、西寧、銀川 国際線 : ドーハ |      |
| 吉祥航空                     | 国内線 : 上海虹橋、上海浦東 国際線 : 大阪/関西、済州 |      |
| 春秋航空                     | 国内線: 蘭州 国際線: 済州 |      |
| 上海航空                     | 杭州、上海虹橋 |      |
| 東海航空                     | 西寧、長治 |      |
| 順豊航空                     | 合肥、瀋陽、武漢 | 貨物 |
| 中国郵政航空                 | 広州、杭州 | 貨物 |
| 長竜航空                     | 掲陽、フフホト | 貨物 |
| 香港航空                     | 香港 |      |
| マカオ航空                   | マカオ |      |
| エアアジア                   | コタキナバル |      |
| エアアジア X                 | クアラルンプール |      |
| アエロフロート               | モスクワ/シェレメーチエヴォ |      |
| ロシア航空                   | クラスノヤルスク |      |
| オーロラ                     | ウラジオストク、ハバロフスク |      |
| S7航空                       | ノヴォシビルスク、イルクーツク、ウラジオストク |      |
| ウラル航空                   | エカテリンブルク |      |
| ブリティッシュ・エアウェイズ | ロンドン/ヒースロー(2024年10月26日以降運休) |      |
| カンボジア・エアウェイズ     | プノンペン |      |
| ベトジェットエア             | ハノイ、ホーチミン |      |
| エティハド航空               | アブダビ |      |
| フィンエアー                 | ヘルシンキ |      |
| ヒマラヤ航空                 | カトマンズ |      |
| LOTポーランド航空            | ワルシャワ |      |
| マレーシア航空               | クアラルンプール |      |
| カタール航空                 | ドーハ |      |
| ロイヤル・エア・モロッコ     | カサブランカ |      |
| ロイヤルブルネイ航空         | バンダルスリブガワン |      |
| サウディア                   | リヤド、ジッダ |      |
| タイ・エアアジア             | バンコク/ドンムアン |      |
| カノット・シャーク航空       | タシュケント(2025年7月7日より就航予定) |      |

2023年8月現在

### 就航予定
| 航空会社       | 就航地                                                  | 備考 |
| -------------- | ------------------------------------------------------- | ---- |
| 中国東方航空   | 東京/成田、名古屋/中部、大阪/神戸、ネピドー、サイパン   |      |
| デルタ航空     | デトロイト、シアトル                                    |      |
| アメリカン航空 |                                                         |      |
| ウラル航空     | モスクワ/ジュコーフスキー、イルクーツク、ウラジオストク |      |

## 交通アクセス

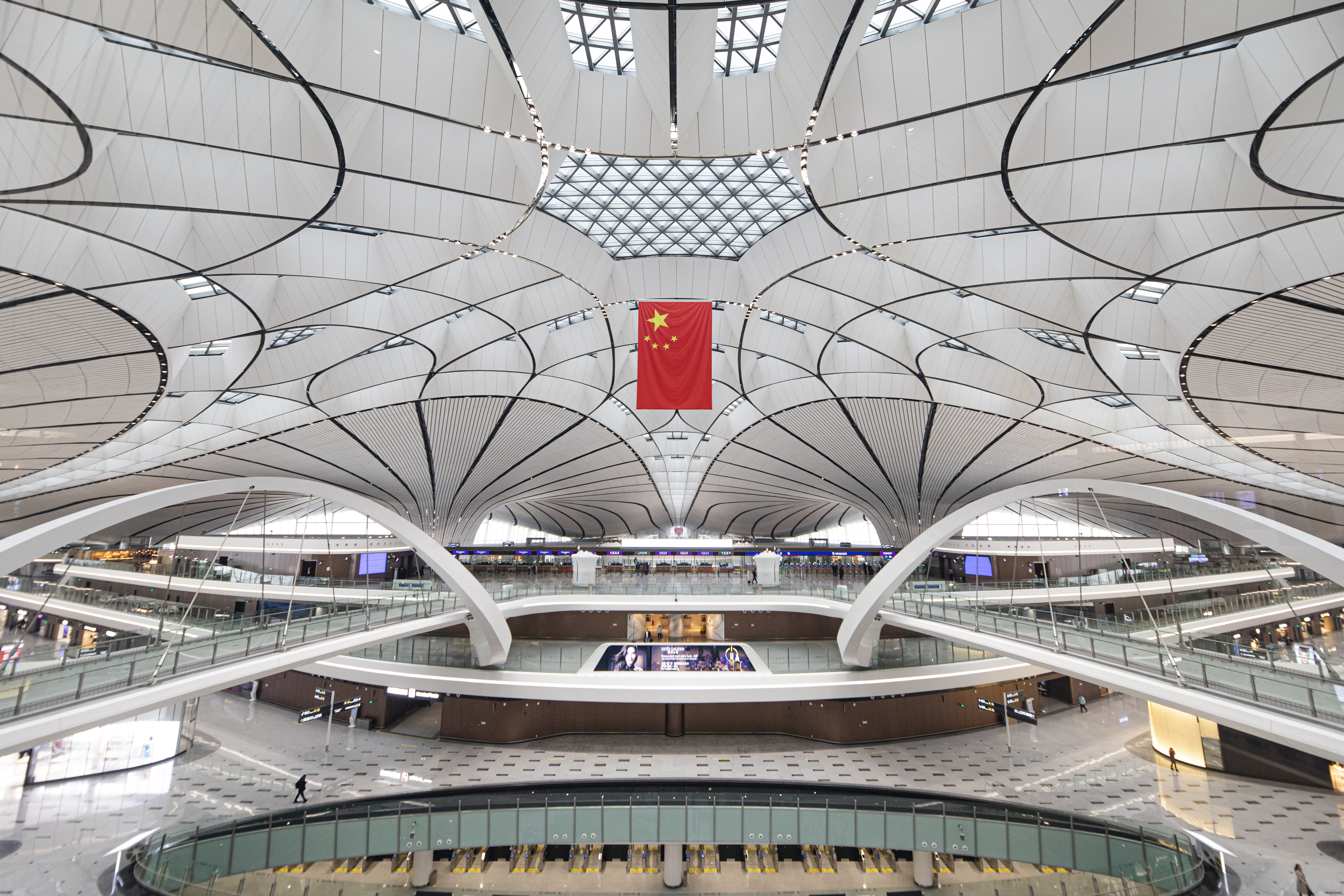
旅客ターミナルビルの内部

新空港開業と同時に京雄都市間鉄道および北京地下鉄大興機場線の大興機場駅が開業した。
北京駅、通州、中関村、固安、涿州、廊坊方面など、各地に空港バスが運行されている。
2023年12月18日津興都市間鉄道開業。